# Hyundai Equus
Hyundai Equus, также известный как Hyundai Centennial на Среднем Востоке — полноразмерный люксовый автомобиль, флагманская модель компании Hyundai, получившая свое название от латинского слова «Лошадь». Самый большой и дорогой седан в линейке автомобилей компании.
Преемником Equus с 2016 года является Genesis G90 (Genesis EQ900 на корейском рынке).
На автомобиль наносится не эмблема Hyundai, а собственная эмблема Equus.

## Первое поколение
В 1999 году Hyundai и Mitsubishi представили автомобиль. Hyundai заявил, что модель станет конкурентом Mercedes-Benz S-класс и BMW 7 на корейском рынке. На самом деле автомобиль должен был конкурировать с SsangYong Chairman. Седан был очень популярен в стране, но он не экспортировался в зарубежные страны.
Дизайн первого поколения был разработан Mitsubishi, которая назвала свою модель Proudia. Тогда компании были союзниками. Позже появился лимузин, построенный на базе исходного автомобиля — Mitsubishi Dignity, который продавался на японском рынке. Hyundai лимузин оставила с таким же именем — Hyundai Equus, и продавала по цене 92,510,000 Южнокорейских вон. В 2003 году Hyundai обновила Equus, в то время как Mitsubishi перестала выпускать Proudia и Dignity.

## Второе поколение
В марте 2009 года Hyundai обновила автомобиль, обозначив обновлённую модель кодовым именем «VI». «VI», по сравнению со старым Equus, имела задний привод, удлинённую колёсную базу и разные двигатели. «VI» базировалась на новой платформе. Тем не менее название осталось старым, так как в Южной Корее Equus ассоциировалось как престижный автомобиль. В августе 2009 года автомобиль начали продавать в Китае. В 2010 году модель дебютировала на Североамериканском международном автосалоне. Также автомобиль попал в десятку самых интересных моделей по версии Forbes в 2010 году.
В июле 2013 года сборка автомобилей началась на заводе «Автотор» в Калининграде.

### Лимузин
В 2009 году Hyundai представила лимузин на базе Equus. Он на 300 мм длиннее и оснащается 5-литровым V8. Интерьер автомобиля также был улучшен по сравнению с седаном — в лимузине есть бар и массажная система в креслах.

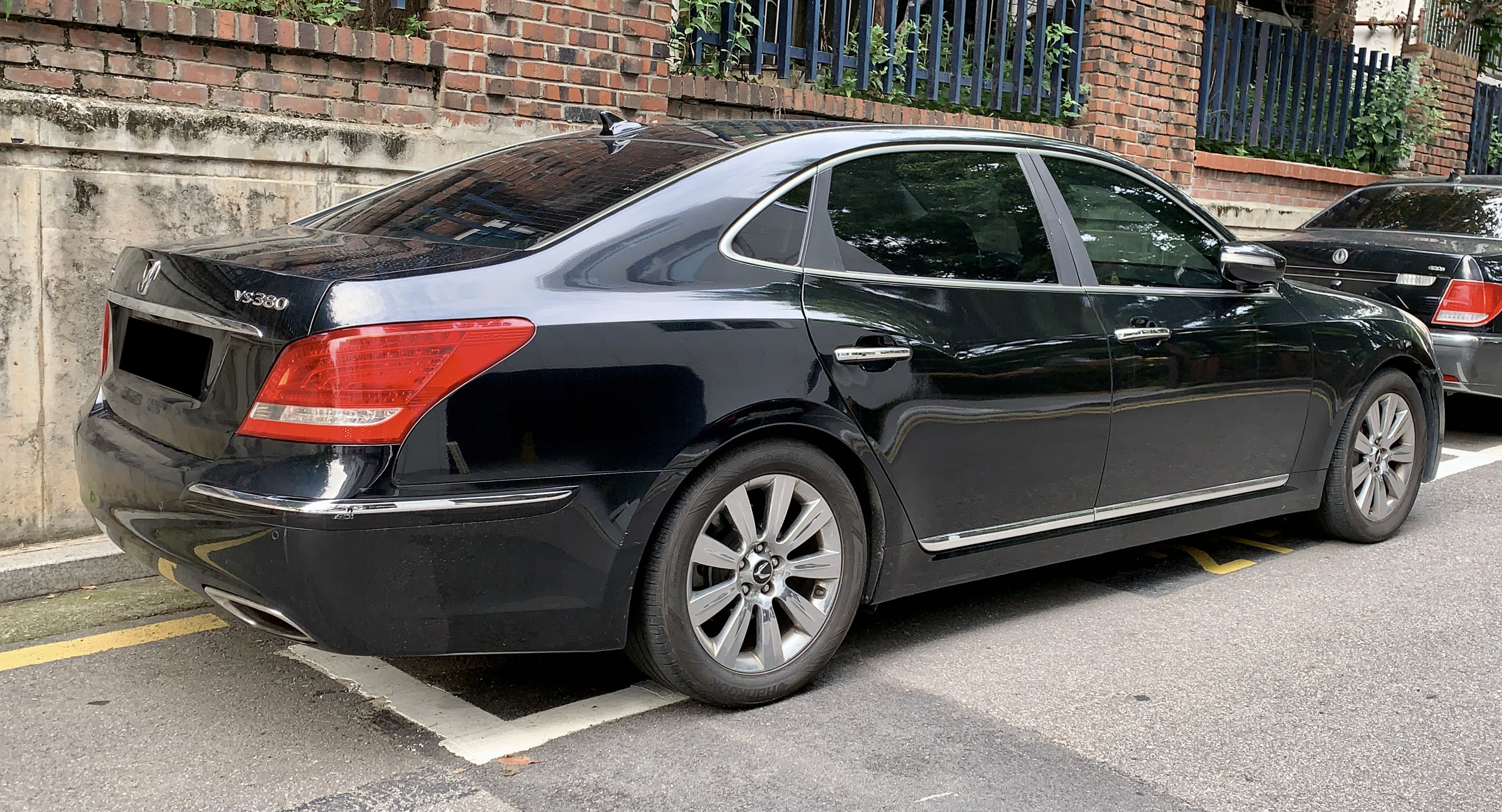
Hyundai Equus Вид сзади
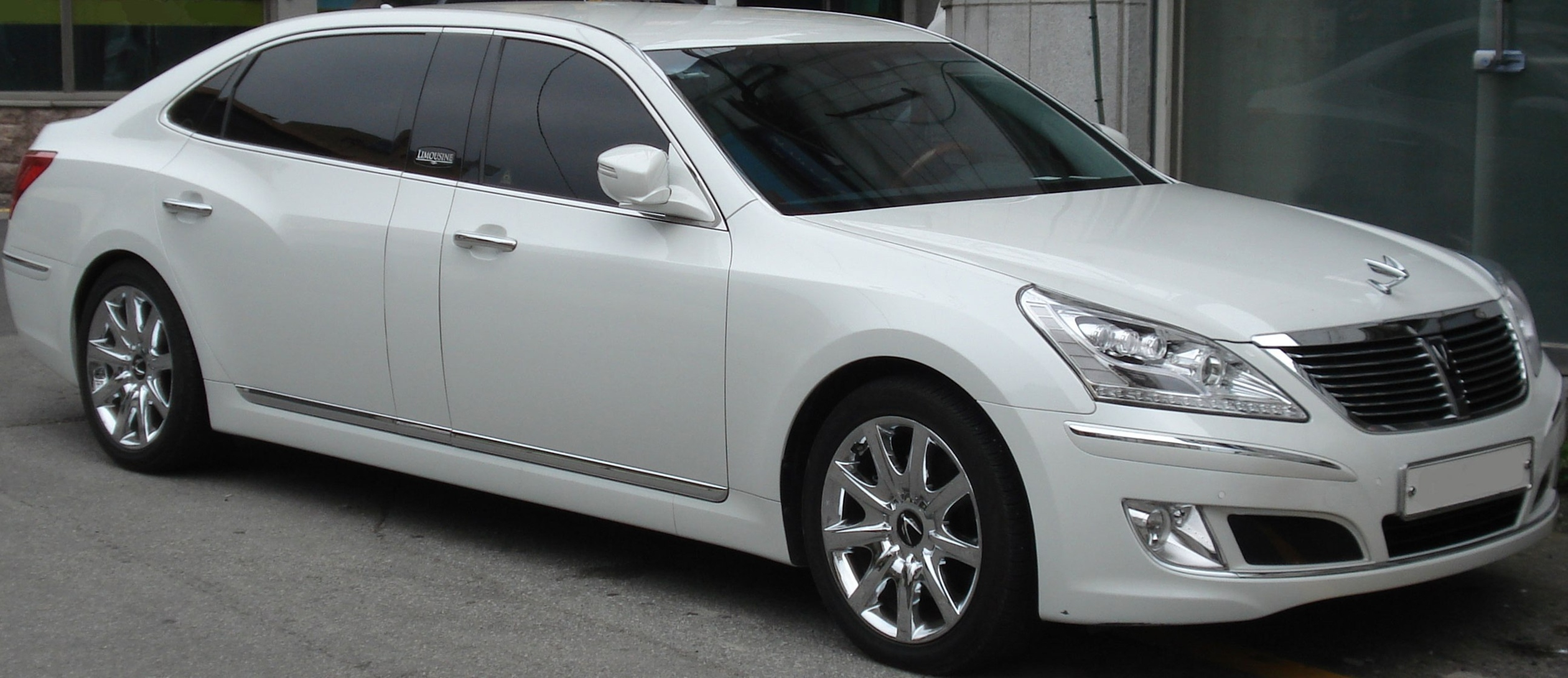
Лимузин
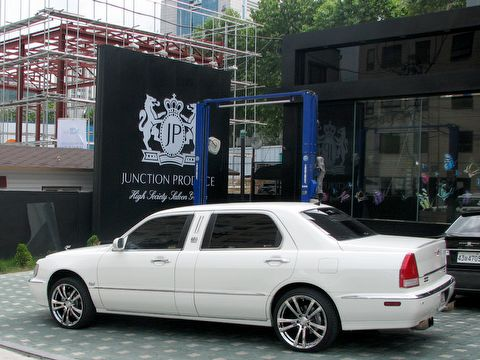
Лимузин первого поколения